# HAT-P-1
HAT-P-1 je egzoplanet, dio sustava ADS 16402u zviježđu Gušterica.
Gustoća planeta je samo 0.25  kg/m³, tj. 25% gostoće vode. HAT-P-1 je 1,36 puta veći od Jupitera ali ima samo 53% njegove mase.

## Vanjske poveznice
- [neaktivna poveznica]
- Spiegel-Online: Planet bi plivao na vodi.
- Exoplanet.eu: HAT-P-1b i njegova zvijezda.  Arhivirana inačica izvorne stranice od 29. rujna 2007. (Wayback Machine)